# 桜庭みさお
桜庭 みさお（さくらば みさお　5月27日 - 生まれ）は、秋田県を中心に活動する。秋田県秋田市勝平出身、秋田市立勝平中学校卒。秋田県立秋田北高等学校卒業後、シアトルへ留学する。帰国後、主にテレビ・ラジオ番組のパーソナリティやナレーター　アナウンサー業を担うフリーパーソナリティ

## 出演番組・CM
- 秋田放送
  - 「TVマガジン」　日本フードコーディネーター協会所属のフードコーディネーター
  - 「えび☆ステ」
- FM秋田   「Mix」（火曜15:00-rug mix担当）
  - 「サクラボオンライン」（木曜 18:30 - 18:55）

- 過去担当番組
  - 「It's DA Free Style」
  - 「イブニング・オペレーション-ウイークエンドスペシャル-」（金曜）
  - 「Evening StREAM」（木曜 → 火曜）
  - 「Smooth Café」（木曜）
  - 「ハナキン桜庭編集部」

- 秋田朝日放送
  - 「ぷぁぷぁ金星」（不定期）
  - 「秘密結社 クロトサカ団」（クロトサカレッド役）
- 秋田放送ラジオ
  - 「ラヂオ快晴土曜日」シリーズ
  - 「播東和彦のLOVE LAND」
  - 「No.5」
- CM　（現在オンエア中含む）
  - 公共広告機構（現・ACジャパン）
  - 世界のキレイは秋田から「インタフェイス」
  - 女性専用フィットネスクラブ「ビーライン」